# Liste der Bodendenkmale im Altmarkkreis Salzwedel

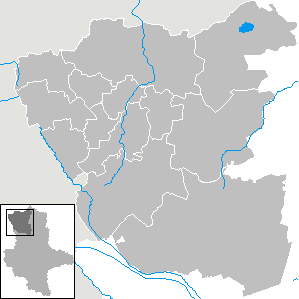
Karte des Altmarkkreises Salzwedel

In der Liste der Bodendenkmale im Altmarkkreis Salzwedel sind die Bodendenkmale im Altmarkkreis Salzwedel aufgeführt. Grundlage der Einzellisten sind die in den jeweiligen Listen angegebenen Quellen.
Diese Liste ist eine Teilliste der Liste der Bodendenkmale in Sachsen-Anhalt.
Die Kulturdenkmale sind in der Liste der Kulturdenkmale im Altmarkkreis Salzwedel erfasst.

## Aufteilung
Wegen der großen Anzahl von Bodendenkmalen im Altmarkkreis Salzwedel ist diese Liste in Teillisten nach den Städten und Gemeinden aufgeteilt.
| Gemeinde/ Stadt     | Bodendenkmalliste                              | Wappen | Lage | Bild eines Bodendenkmals |
| ------------------- | ---------------------------------------------- | ------ | ---- | ------------------------ |
| Apenburg-Winterfeld | Liste der Bodendenkmale in Apenburg-Winterfeld |        |      |                          |
| Arendsee (Altmark)  | Liste der Bodendenkmale in Arendsee (Altmark)  |        |      |                          |
| Beetzendorf         | Liste der Bodendenkmale in Beetzendorf         |        |      |                          |
| Dähre               | Liste der Bodendenkmale in Dähre               |        |      |                          |
| Diesdorf            | Liste der Bodendenkmale in Diesdorf            |        |      |                          |
| Gardelegen          | Liste der Bodendenkmale in Gardelegen          |        |      |                          |
| Jübar               | Liste der Bodendenkmale in Jübar               |        |      |                          |
| Kalbe (Milde)       | Liste der Bodendenkmale in Kalbe (Milde)       |        |      |                          |
| Klötze              | Liste der Bodendenkmale in Klötze              |        |      |                          |
| Kuhfelde            | Liste der Bodendenkmale in Kuhfelde            |        |      |                          |
| Rohrberg            | Liste der Bodendenkmale in Rohrberg (Altmark)  |        |      |                          |
| Salzwedel           | Liste der Bodendenkmale in Salzwedel           |        |      |                          |
| Wallstawe           | Liste der Bodendenkmale in Wallstawe           |        |      |                          |